# Para (distrikt)
 For alternative betydninger, se Para. (Se også artikler, som begynder med Para)
Para er et distrikt i Surinam. Paras hovedstad er Onverwacht, og andre byer i distriktet er Paranam, Sabana og Zanderij.
Para har en population på 15.120 mennesker og et areal på 5.393 km².
Distriktet er centrum for Surinams mineindustri og skovbrug med mange store bauxit-miner.
Ruinerne af byen Jodensavanne ligger i Para-distriktet. Jøder, som flygtede fra den spanske inkvisition, etablerede Jodensavanne i det 17. århundrede, men byen blev destrueret i 1832 af en brand. Jodensavanne blev noget ironisk en koncentrationslejr for formodede nazitilhængere under 2. verdenskrig.
Para er også hjem for en kilde, som siges at have medicinsk virkning.

## Resorter
Para er inddelt i 5 resorter (ressorten):
- Bigi Poika
- Carolina
- Noord
- Oost
- Zuid

5°26′01″N 55°20′13″V / 5.4336°N 55.3369°V